# LYPD5
LYPD5 (англ. LY6/PLAUR domain containing 5) – білок, який кодується однойменним геном, розташованим у людей на короткому плечі 19-ї хромосоми. Довжина поліпептидного ланцюга білка становить 251 амінокислот, а молекулярна маса — 26 936.
| 10         |  | 20         |  | 30         |  | 40         |  | 50         |
| ---------- |  | ---------- |  | ---------- |  | ---------- |  | ---------- |
| MAMGVPRVIL |  | LCLFGAALCL |  | TGSQALQCYS |  | FEHTYFGPFD |  | LRAMKLPSIS |
| CPHECFEAIL |  | SLDTGYRAPV |  | TLVRKGCWTG |  | PPAGQTQSNA |  | DALPPDYSVV |
| RGCTTDKCNA |  | HLMTHDALPN |  | LSQAPDPPTL |  | SGAECYACIG |  | VHQDDCAIGR |
| SRRVQCHQDQ |  | TACFQGNGRM |  | TVGNFSVPVY |  | IRTCHRPSCT |  | TEGTTSPWTA |
| IDLQGSCCEG |  | YLCNRKSMTQ |  | PFTSASATTP |  | PRALQVLALL |  | LPVLLLVGLS |
| A          |  |            |  |            |  |            |  |            |

A: Аланін

C: Цистеїн

D: Аспарагінова кислота

E: Глутамінова кислота

F: Фенілаланін

G: Гліцин

H: Гістидин

I: Ізолейцин

K: Лізин

L: Лейцин

M: Метіонін

N: Аспарагін

P: Пролін

Q: Глутамін

R: Аргінін

S: Серин

T: Треонін

V: Валін

W: Триптофан

Задіяний у такому біологічному процесі, як альтернативний сплайсинг. 
Локалізований у клітинній мембрані, мембрані.